# Borderlands 3
『Borderlands 3』（ボーダーランズ スリー）はGearbox Softwareが開発、2K Gamesが発売しているゲーム。『Borderlands』『Borderlands 2』の続編である。発売から5日間で販売本数500万本を達成し、2K Games史上最高の販売ペースを記録した。

## キャラクター
前作に続き4キャラクターから選択する。『Borderlands 2』のエコーログで存在が語られている。

### プレイヤーキャラクター
ゼイン（Zane）
声：三上哲
クラス：オペレーティブ
前作までに登場したフリント一族の出身で、企業に雇われ暗殺を請け負っていたプロの殺し屋。現在は引退したも同然だが、その腕は衰えておらず、トレーラーでは襲ってきたBandit達を1人で壊滅させていた。やや軽薄でナルシストな面もあり、「イケオジ」「鬼強」を自称して憚らないが、実は他人との会話が苦手で、まともな対話ができるのはデジクローンのみ。
グレネードMODの枠を犠牲にする事で2つのアクション・スキルを装備できる。スキル・ツリーはドローン「SNTNL」を召喚して攻撃や補助をさせるヒットマン、前方にバリアを展開して自身や味方の被弾を防ぎながら補助効果を得るアンダーカバー、「デジクローン」と呼ばれる分身を出現させて相手を惑わせつつ火力を向上させるダブル・エージェント。クリオ属性と相性が良く、相手を凍結させる事で様々なメリットを得られる。
アマーラ（Amara）
声：きそひろこ
クラス：セイレーン
リリスやマヤと同じく、宇宙に同時に6人しか存在しないセイレーンの中の1人。正真正銘の「ワル」として名を馳せているが、その力はもっぱら民衆を虐げる悪漢へ向けられ、ヒーローとして慕われている。自身の強大な力に適う者がいない事に退屈を覚え、惑星パンドラへと降り立った。
スキル・ツリーは巨大な拳「フェーズグラスプ」を召喚して敵を捕まえるフィスト・オブ・エレメント、衝撃波を周囲に拡散させる「フェーズスラム」を放つブロウル、アストラル体「フェーズキャスト」を放って敵へのダメージと補助効果を得るミスティカル・アサルト。多くのエレメンタルを扱う事が可能で、火力は群を抜いている。
モズ（Moze）
声：電脳少女シロ
クラス：ガンナー
かつてはブラドフ社に所属していた兵士で、宇宙を股にかけるエキスパートであった。相棒のロボット「アイアン・ベア」を譲り受ける約束で最後のミッションに参加するも、そこで部隊は全滅し結果としてフリーのヴォルトハンターとなる。
スキル・ツリーはアイアン・ベアの装備を換装し、様々な局面に対応させる。シールドに効果的なレイルガンを装備させるレトリビューション・シールド、連射性に優れたガトリングガンを装備させるボトムレス・マガジン、爆風ダメージにより火力を劇的に向上させるデモリッション・ウーマン。アイアン・ベアは射撃や移動により燃料を消費するが、背中に有人タレットを装備する事で味方を搭乗させる事もできる。
FL4K（フラック）
声：浅沼晋太郎
クラス：ビーストマスター
かつては司書ロボットとして働いていたが、ある時自我と殺人衝動に目覚めた放浪のロボット。3匹の獰猛なペットを引き連れてパンドラを旅しており、戦いの際はペットによる戦闘補助を伴う。トリッキーなスキルや風体は前作のZer0を彷彿とさせるが、こちらは完全なロボットである。
3匹のペットのうち、1匹を常に出現させておくことができ、スキルによって進化の方向性を決定する。スキル・ツリーはスパイダーアントやラックを操るハンター、レディエーション属性を得たスキャッグを操るマスター、銃火器を装備したジャバーを操りFL4K自身にもクローキング（透明化）を与える追跡。ペットは自動的に索敵や攻撃も行うため、多対一の集団戦でも優位を取る事ができる。

### ノンプレイヤーキャラクター
タイリーン・カリプソ（Tyreen Calypso）
声：高橋未奈美
エコーネットでは有名な双子のストリーマーにしてカルト教団「チルドレン・オブ・ヴォルト（Children of the Vault）」のトップの姉のほう。宇宙に同時に6人しか存在しないセイレーンの中の1人で、触れた相手からエネルギーを吸収する能力を持つ。この力は通常の人間に対して使うとエリジウムに似た結晶に変えて死亡させてしまい、セイレーンに対して使うとその能力を奪って自分のものにする事ができる。マリワン社と共謀しグレートヴォルト（Great Vault）の封印を解こうとする。残忍かつ冷酷な性格をしており、COVのBandit達を自分達のために犠牲にしたり、宇宙中で虐殺や略奪を行っても一切良心の呵責がない。弟であるトロイを守るという意思はあるようで、体の弱い彼のために奪った生命エネルギーを分け与えていた。
トロイ・カリプソ（Troy Calypso）
声：斉藤壮馬
エコーネットでは有名な双子のストリーマーにしてカルト教団「チルドレン・オブ・ヴォルト（Children of the Vault）」のトップの弟のほう。右腕は巨大な義手になっている。姉と同じく残忍かつ陰湿な性格で、殺した相手を撮影しストリーム配信のネタにしている。シスコンの気があり、タイリーンには頭が上がらない。タイリーンと同じ能力を持つが、幼い頃から体が弱く、タイリーン以外にはセイレーンの能力を使わなかったため、自身の本当の力を知らず、常にタイリーンの影に隠れるような生き方をしていた。だが、作中とある出来事から強大な力を手に入れ、さらにその応用で「聖別者」を生み出す事ができると知ってからは増長を始める。自分がグレートヴォルトを掌握して成り上がろうと画策するも、ヴォルトハンターによってその野望は止められてしまった。
リリス（Lilith）
声：今井麻美
『Borderlands』のプレイヤーキャラクター。宇宙に同時に6人しか存在しないセイレーンの中の1人。「ファイヤーホーク」の異名を取る。今作ではクリムゾン・レイダースのトップとして、カルト教団「チルドレン・オブ・ヴォルト」の野望を阻止しようとする。
CL4P-TP（クラップ・トラップ）
声：高木渉
『Borderlands』シリーズのナビゲーター役であり、マスコット的存在のロボット。別名CLAP-TRAP。もともとはハイペリオン社製の汎用ロボットで多数存在していたが、現在では唯一の生き残りと考えられている。
マーカス（Marcus Kincaid）
声：青山穣
『Borderlands』シリーズのすべてに登場する武器屋の親父。金にがめつく、商売敵をつぶすことにも熱心で、各地に武器と弾薬の自販機を設置するやり手。モクシーと結婚していた過去があるが、現在は離婚している。
モクシー（Mad Moxxi）
声：橘U子
『Borderlands』シリーズのすべてに登場する酒場のママ。年齢不詳のバイセクシャル。離婚歴が多い謎の女性で、武器屋のマーカスとも結婚していた。コロシアムを経営していた過去もある。スクーターとエリーの母親。
エリー（Ellie）
声：内田愛美
『Borderlands 2』から登場したモクシーの娘。車のメカニック。亡くなった兄スクーターの遺志を継いで、車両生成システムのキャッチ・ア・ライドの運営と保守を行っている。
タニス（Patricia Tannis）
声：武田華
『Borderlands』シリーズのすべてに登場する科学者・考古学者。Vault研究の第一人者。対人コミュニケーションに難があり、他人とうまくつきあうことができない。
サー・ハマーロック（Sir Hammerlock）
声：赤城進
『Borderlands 2』から登場の動物学者。研究熱心なあまり、右手と右足を動物に食べられて、義手と義足をつけている。ゲイであり、常に男性のパートナーがいる。
オーレリア（Aurelia）
声：榊原良子
外伝の『Borderlands: The Pre-Sequel』のDLCでプレイヤーキャラクターとして追加された。サー・ハマーロックの姉。弟とは仲が悪く、敵対している。
モーデカイ（Mordecai）
声：山本匠馬
『Borderlands』のプレイヤーキャラクター。スナイパーライフルを得意とするハンターであり、ペットと共に戦うビーストマスターでもある。
ブリック（Brick）
声：間宮康弘
『Borderlands』のプレイヤーキャラクター。素手での近接攻撃を得意とするバーサーカー。今作ではモーデカイとティナとともにBチームを組む。
ティナ（Tina）
声：春井柚佳
『Borderlands 2』から登場の爆弾魔。前作では13歳の少女でTiny Tina（ちっちゃなティナ）と呼ばれていたが、今作では成長した姿を見せる。レズビアン。
リース（Rhys）
声：佐伯匠
外伝の『Tales from the Borderlands』のプレイヤーキャラクター。かつてはハイペリオン社で働いていた。
ヴォーン（Vaughn）
声：勝杏里
外伝の『Tales from the Borderlands』のNPC。リースの友人。かつてはハイペリオン社で働いていた。
ゼロ（Zer0）
声：名村幸太朗
『Borderlands 2』のプレイヤーキャラクター。無口な暗殺者で、五・七・五の俳句の韻を踏んで台詞をしゃべる。今作ではリースと協力し、マリワン社の陰謀に立ち向かう。
マヤ（Maya）
声：木下紗華
『Borderlands 2』のプレイヤーキャラクター。宇宙に同時に6人しか存在しないセイレーンの中の1人。今作では髪の毛を伸ばして大人っぽい姿で登場する。
エヴァ（Ava）
声：Lynn
新キャラクター。天涯孤独の少女で、泥棒をして暮らしているところをマヤに拾われた。マヤを慕っている。マヤからはセイレーンの素質があるとして目をかけられているが、本人は過保護気味なマヤに辟易している節がある。
カタガワJr（Katagawa Jr.）
声：檜山修之
新キャラクター。マリワン社の幹部の息子の日系人。リースとの間に浅からぬ因縁がある。
タイフォン・デ・レオン（Typhon DeLeon）
声：山路和弘
新キャラクター。伝説のヴォルトハンター。
ハンサム・ジャック（Handsome Jack）
声：木下浩之
『Borderlands 2』の敵で、『Borderlands: The Pre-Sequel』と『Tales from the Borderlands』の重要人物。今作ではすでに死亡しているため、エコーログの音声と、とあるハイペリオン社製レジェンダリーSMGの演出で登場する。